# Руденко, Пётр Иванович
Пётр Иванович Руденко (15.1.1919, Сумская область — 10.12.1942, Ставропольский край) — заместитель командира эскадрильи 7-го гвардейского ордена Ленина штурмового авиационного полка (230-й штурмовой авиационной дивизии, 4-й воздушной армии, Закавказского фронта), гвардии лейтенант. Герой Советского Союза.

## Биография
Родился 15 января 1919 года в селе Раки ныне Конотопского района Сумской области в семье крестьянина. Украинец. Окончил 7 классов, школу ФЗУ и аэроклуб. Работал слесарем на электромеханическом заводе «Красный металлист» в городе Конотоп. В Красной Армии с 1939 года. В 1940 году окончил Серпуховскую военно-авиационную школу пилотов.
Участник Великой Отечественной войны с сентября 1941 года. Член ВКП(б) с 1942 года. Заместитель командира эскадрильи 7-го гвардейского ордена Ленина штурмового авиационного полка гвардии лейтенант Пётр Руденко к декабрю 1942 года совершил 96 боевых вылетов на бомбардировку и штурмовку скоплений живой силы и боевой техники противника.
Гвардии лейтенант П. И. Руденко погиб 10 декабря 1942 года при выполнении боевого задания. Похоронен в станице Галюгаевская Курского района Ставропольского края.
Указом Президиума Верховного Совета СССР «О присвоении звания Героя Советского Союза начальствующего и рядового состава Красной Армии» от 13 декабря 1942 года за «образцовое выполнение боевых заданий командования на фронте борьбы с немецкими захватчиками и проявленные при этом отвагу и геройство» удостоен звания Героя Советского Союза.

## Награды
Награждён орденом Ленина, двумя орденами Красного Знамени.

## Память
- Именем Героя в Конотопе названы улица и 8-летняя школа.
- На фасаде управления завода «Красный металлист» установлена мемориальная доска, его имя увековечено на мемориале погибшим работникам завода.
- Ему установлен памятник в станице Галюгаевской[2]